# Даррезетт (Техас)
Даррезетт (англ. Darrouzett) — місто (англ. town) в США, в окрузі Ліпском штату Техас. Населення — 309 осіб (2020).

## Географія
Даррезетт розташований за координатами 36°26′42″ пн. ш. 100°19′33″ зх. д. / 36.44500° пн. ш. 100.32583° зх. д. (36.444886, -100.325792).  За даними Бюро перепису населення США в 2010 році місто мало площу 0,97 км², уся площа — суходіл.

## Демографія
Згідно з переписом 2010 року, у місті мешкало 350 осіб у 149 домогосподарствах у складі 93 родин. Густота населення становила 360 осіб/км².  Було 183 помешкання (188/км²).
Расовий склад населення:
| - 92,6 % — білих - 2,3 % — корінних американців - 3,1 % — осіб інших рас |

До двох чи більше рас належало 2,0 %. Частка іспаномовних становила 16,6 % від усіх жителів.
За віковим діапазоном населення розподілялося таким чином: 26,0 % — особи молодші 18 років, 58,0 % — особи у віці 18—64 років, 16,0 % — особи у віці 65 років та старші. Медіана віку мешканця становила 43,7 року. На 100 осіб жіночої статі у місті припадало 102,3 чоловіків;  на 100 жінок у віці від 18 років та старших — 100,8 чоловіків також старших 18 років.
Середній дохід на одне домашнє господарство  становив 75 053 долари США (медіана — 58 250), а середній дохід на одну сім'ю — 90 506 доларів (медіана — 81 563). Медіана доходів становила 61 023 долари для чоловіків та 31 250 доларів для жінок. За межею бідності перебувало 10,8 % осіб, у тому числі 25,0 % дітей у віці до 18 років та 3,8 % осіб у віці 65 років та старших.
Цивільне працевлаштоване населення становило 200 осіб. Основні галузі зайнятості: сільське господарство, лісництво, риболовля — 31,0 %, освіта, охорона здоров'я та соціальна допомога — 29,0 %, транспорт — 9,5 %, роздрібна торгівля — 7,0 %.